# Der ungarische Israelit (Zeitung, 1848)
Der ungarische Israelit war eine deutschsprachige jüdische Wochenzeitung, die 1848 in Pest im Königreich Ungarn in der Habsburgermonarchie erschienen ist. Sie wurde während der Ungarischen Revolution von 1848/49 gegründet. Die Zeitung verstand sich als Organ zur Vertretung jüdischer Interessen während des Revolutionsgeschehens und beabsichtigte im Zuge der erwarteten politischen Neuordnung zur Gleichstellung der ungarischen Juden beizutragen, die noch keine vollen Bürgerrechte besaßen. Die Redaktion unter Ignaz Einhorn propagierte zudem eine liberale religiöse Reform des Judentums. Berichtet wurde insbesondere zum Revolutionsgeschehen sowie zu Maßnahmen zur Gleichstellung oder zur Diskriminierung als auch über Verfolgungen der jüdischen Bevölkerung im In- und Ausland. Einige Ausgaben boten einen literarischen Teil, in dem Gedichte publiziert oder Flugschriften zur jüdischen Frage besprochen wurden. Eine ungarischsprachige Ausgabe war zwar geplant, konnte aber mangels Druckgenehmigung nie verwirklicht werden. Die Zeitschrift wurde im Herbst 1848 eingestellt. Die gleichnamige, von 1874 bis 1908 ebenfalls in Budapest erscheinende Wochenzeitung Der Ungarische Israelit besaß keinen Bezug zum Blatt von 1848.